# Pakovo Selo
Pakovo Selo – wieś w Chorwacji, w żupanii szybenicko-knińskiej, w mieście Drniš. W 2011 roku liczyła 236 mieszkańców.